# Synchiropus bartelsi
Synchiropus bartelsi är en fiskart som beskrevs av Fricke, 1981. Synchiropus bartelsi ingår i släktet Synchiropus och familjen sjökocksfiskar. Inga underarter finns listade i Catalogue of Life.